# I-88 (запад)
I-88 (Interstate 88) — межштатная автомагистраль в Соединённых Штатах Америки. Общая протяжённость магистрали — 140,60 мили (226,27 км). Полностью располагается на территории штата Иллинойс. Ранее являлась частью магистралей IL 190 и IL 5.

## Маршрут магистрали
Западный конец Interstate 88 располагается неподалёку от города Молин, на пересечении с Interstate 80. Здесь I-88 соединена с IL 92. В городе Джослин IL 92 направляется в центр населённого пункта, а I-88 направляется дальше на восток. В городе Рошелл I-88 пересекает Interstate 39 и US 51. В округе Кейн I-88 на протяжении короткого времени соединена с IL 56. Затем Interstate 88 проходит через город Аврора. В округе ДуПэйдж магистраль пересекает Interstate 355. В городе Хиллсайд I-88 пересекает I-294 и заканчивается на пересечении с I-290.

## Основные развязки
- I-39 / US 51, Рошелл
- I-355, Даунерз-Грув
- I-290 / I-294 / IL 38, Хиллсайд
- US 12 / US 20 / US 45, Хиллсайд